# Agricoltura nell'Impero giapponese

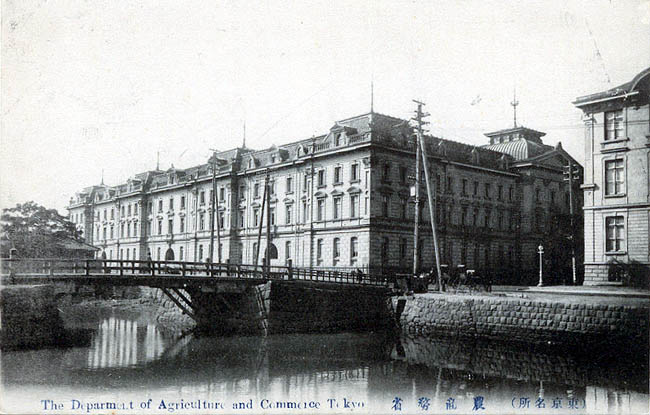
Ministero dell'agricoltura a Tokyo, prima del 1923.

L'agricoltura nell'Impero giapponese (農業政策?, Nōgyō seisaku) era un'importante componente dell'economia giapponese dell'anteguerra. Sebbene solo il 16% della superficie terriera del Giappone fosse coltivabile prima della Guerra del Pacifico, oltre il 45% delle famiglie vivevano di agricoltura. La principale coltura era quella del riso, la cui produzione rappresentava ben il 15% della produzione mondiale nel 1937.

## Storia

### Periodo Meiji
Dopo la fine dello shogunato Tokugawa con la rinnovamento Meiji del 1868, l'agricoltura giapponese era dominata da un sistema di grandi proprietari terrieri che affittavano piccole particelle a degli agricoltori. Il governo Meiji basò il suo programma di industrializzazione sulle entrate fiscali dei proprietari fondiari privati, e la riforma dell'imposta fondiaria del 1873 aumentò il numero dei grandi proprietari terrieri, dato che molti agricoltori si videro confiscare la loro terra a causa della loro incapacità di pagare le nuove imposte.

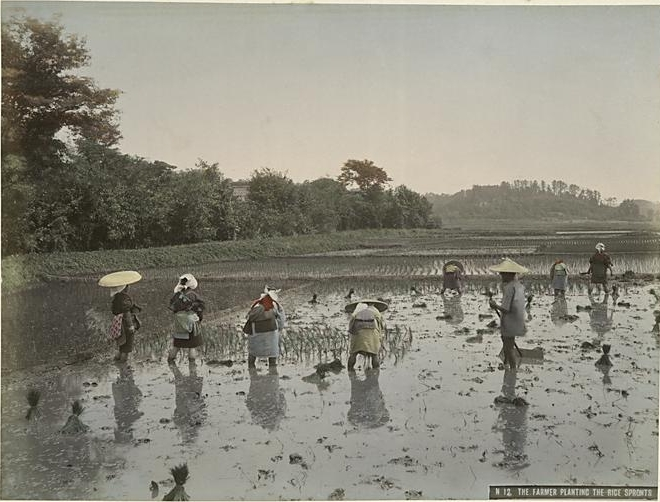
Coltivazione del riso negli anni 1890. Scene come questa rimasero virtualmente immutate fino agli anni 1970 in alcune parti del Giappone.

Questa situazione fu peggiorata dalla politica fiscale deflazionaria di Matsukata del 1881-1885, che depresse gravemente i prezzi del riso, portando a ulteriori fallimenti, e perfino a grandi rivolte rurali contro il governo. Alla fine del periodo Meiji, oltre il 67% di tutte le famiglie contadine erano fittavole, e la produzione agricola ristagnava. Poiché i fittavoli erano costretti a pagare oltre metà del loro raccolto come affitto, erano spesso obbligati a mandare le mogli e le figlie a lavorare nelle fabbriche tessili o addirittura a vendere le figlie come prostitute per pagare le tasse.
All'inizio del periodo Meiji, i proprietari terrieri raccoglievano una gran parte dell'affitto in natura, piuttosto che in denaro e di conseguenza giocavano un ruolo importante nello sviluppo dell'agricoltura, dal momento che i fittavoli avevano difficoltà ad ottenere capitali. Gradualmente, con lo sviluppo di colture più remunerative per integrare quella prevalente del riso, e la crescita del capitalismo in generale dall'inizio del XX secolo in poi, le cooperative agricole e il governo si assunsero il ruolo di fornire sovvenzioni agricole, prestiti e di introdurre nuove tecniche agricole.
Le prime cooperative agricole furono istituite nel 1900, dopo che la loro creazione fu discussa nella Dieta del Giappone da Shinagawa Yajirō e Hirata Tosuke come mezzo per modernizzare l'agricoltura giapponese e adattarla a un'economia di mercato. Queste cooperative servirono nelle aree rurali da banche cooperative e cooperative di acquisto che aiutavano nella commercializzazione e nella vendita dei prodotti agricoli.

### Periodo Taishō
L'Associazione agricola imperiale (帝国農会?, Teikoku Nō-kai) era l'organizzazione centrale delle cooperative agricole nell'Impero giapponese. Fu istituita nel 1910 e forniva assistenza alle singole cooperative trasmettendo i progressi della ricerca agricola e facilitando la vendita dei prodotti agricoli. L'Associazione agricola imperiale era al vertice di una struttura a tre livelli che gestiva un sistema di cooperative agricole nazionale-prefetturale-locale. Questa organizzazione fu di importanza vitale dopo che i mercati nazionali furono consolidati sotto il controllo del governo in seguito ai moti del riso del 1918 e alla crescente crisi economica della fine degli anni 1920. Le crescenti dispute tra i proprietari terrieri e i fittavoli e i problemi del sistema degli affitti agrari condussero il governo a regolare sempre di più l'agricoltura.
Dopo i moti del riso del 1918, molti contadini subirono l'influenza delle idee socialiste, comuniste e/o agrariane del movimento operaio urbano, il che creò gravi problemi politici. Non solo la famiglia imperiale del Giappone e le zaibatsu erano i principali proprietari terrieri del Giappone, ma fino al 1928, un'imposta sul reddito limitò severamente il diritto di voto, riservando i seggi nella Dieta nazionale del Giappone soltanto alle persone facoltose. Nel 1922, fu costituita l'Associazione degli agricoltori giapponesi (日本農民組合?, Nihon Nōmin Kumiai) per la tutela dei diritti dei coltivatori e la riduzione degli affitti.

### Periodo Shōwa
Verso gli anni 1930, la crescita dell'economia urbana e l'esodo degli agricoltori verso le città indebolirono gradualmente il potere dei grandi proprietari terrieri. Gli anni fra le due guerre videro anche la rapida introduzione della meccanizzazione agraria e la sostituzione dei fertilizzanti naturali di origine animale con i fertilizzanti chimici e i fosfati importati.
Con la crescita dell'economia durante la guerra, il governo riconobbe che il dominio dei grandi proprietari terrieri era un ostacolo all'aumento della produttività agricola, e adottò misure per aumentare il controllo sul settore rurale attraverso la costituzione nel 1943 dell'Associazione agricola centrale (中央農会?, Chūō Nō-kai), che era un'organizzazione ad adesione obbligatoria, nel quadro dell'economia dirigista del tempo di guerra, ed ebbe un ruolo chiave per attuare le riforme agricole del governo. Un altro dovere dell'organizzazione era di assicurare l'approvvigionamento alimentare ai mercati locali e all'esercito. Fu sciolta dopo la Seconda guerra mondiale.

## Terre coltivate
Nel 1937, la superficie delle terre coltivate era 14.940.000 acri (60.460 km²), che rappresentavano il 15,8% della superficie totale del territorio giapponese, paragonati ai 10.615.000 acri (42.957 km²) o 40% dell'Ohio (Stati Uniti), o ai 12.881.000 acri (52.128 km²) o 21% dell'Inghilterra. La proporzione delle terre coltivate salì dall'11,8% nel 1887 al 13,7% nel 1902, e dal 14,4% nel 1912 al 15,7% nel 1919. Essa scese poi al 15,4% nel 1929. Vi erano 5.374.897 agricoltori con in media 2,67 acri (11.000 m²) per famiglia, in confronto alla media americana che era di 155 acri (627.000 m²) per famiglia. Questi valori erano maggiori a Hokkaidō e Karafuto e si riducevano a 2 acri (8.000 m²) nel sud-ovest. Le colture intensive, i fertilizzanti e i progressi scientifici aumentarono la resa a 43 staia per acro (2,89 t/ha) nel 1936.
In alcune parti del Giappone meridionale, il clima subtropicale favoriva un doppio raccolto. Oltre al riso, altri cereali importanti erano il frumento, il mais, la segale, il miglio, l'orzo, le patate e la soia.

## Tipi di colture per regione

### Territori settentrionali
Le isole Chishima, scarsamente popolate, avevano un clima poco clemente per nient'altro che agricoltura su piccola scala; l'economia era basata sulla pesca, la caccia alla balena e l'allevamento di renne per le pelli e la carne.
La prefettura di Karafuto aveva ugualmente un clima rigido che rendeva difficile la coltivazione, oltre a suoli podzolici (acidi) inadatti all'agricoltura. Un'agricoltura su piccola scala si era sviluppata nel sud, dove la terra permetteva la coltivazione di patate, avena, segale, foraggio e verdure. Solamente il 7% della superficie di Karafuto era coltivabile. L'allevamento era invece alquanto importante. Gli esperimenti di coltivazione del riso ebbero un successo solo parziale. Grazie alle politiche governative, agricoltori esperti di Hokkaidō e dello Honshū settentrionale ricevettero ciascuno da 12,5 acri (51.000 km²) a 25 acri (100.000 km²) di terra e una casa per stabilirsi a Karafuto, e così la quantità di terra coltivata e la popolazione giapponese aumentarono costantemente durante gli anni 1920 e 1930. Verso il 1937, 10.811 famiglie coltivavano 86.175 acri (348,74 km²), rispetto alle 8.755 famiglie che coltivavano 179,9 km² nel 1926.

### Hokkaidō
Fin dall'inizio del periodo Meiji, Hokkaidō era un'area prioritaria per lo sviluppo agricolo, con l'istituzione dell'Ufficio per la colonizzazione di Hokkaidō, e con l'assistenza di numerosi consulenti stranieri che introdussero nuove colture e nuove tecniche agricole. La dimensione delle fattorie di Hokkaidō era in media di 11 acri (48.000 m²), più di quattro volte che nel resto del Giappone. Malgrado gli sforzi per estendere la coltivazione del riso su circa il 60% delle terre coltivabili dell'isola, il clima e i suoli non erano favorevoli e le rese erano basse. Le altre colture includevano l'avena, le patate, le verdure, la segale e il frumento, nonché l'orticoltura estensiva. L'industria casearia era importante, come pure l'allevamento dei cavalli, che erano usati per la cavalleria dell'Esercito imperiale giapponese.
L'isola contava 2.000.000 di famiglie di agricoltori, e il governo valutava la possibilità di insediarne ancora 1.000.000.

### Honshū
La superficie delle fattorie era da 3,5 a 4 acri (da 14.000 a 16.000 m²), ed era coltivata soprattutto a riso, patate e segale. Il nord dell'isola di Honshū produceva il 75% delle mele del Giappone. Erano praticati anche la produzione delle ciliegie e l'allevamento dei cavallo. Al centro di Honshū si coltivavano il riso e prodotti speciali come il gelso bianco (per i bachi da seta) a Suwa, il tè (a Shizuoka), il rafano giapponese ad Aichi, ma anche segale, riso e uva per fare il vino, ecc.

### Shikoku e Kyūshū
A causa del clima subtropicale, le isole di Shikoku e di Kyūshū erano dominate dalle colture tradizionali del riso e delle patate dolci. Vi erano inoltre coltivati la canna da zucchero, le banane, il limone giapponese, il tabacco, il taro e i fagioli. Tra gli altipiani si coltivavano altri prodotti come la segale, il frumento, la morchella e la seta e vi si praticava l'allevamento (cavalli e mucche).

### Isole Ryūkyū
Le isole Ryūkyū dal clima tropicale avevano una superficie coltivabile limitata, che consentivano un'agricoltura in gran parte di sussistenza basata su riso, patate dolci, zucchero di canna e frutta.

### Taiwan
A causa dell'origine cinese della maggioranza della popolazione, i metodi e i prodotti dell'agricoltura di Taiwan erano di ispirazione cinese, con il predominio della coltivazione del riso e delle patate dolci. Tra le colture remunerative (destinate all'esportazione) vi erano frutta, tè, iuta e ramiè. La superficie delle terre coltivate era di 2.116.174 acri (8.563,85 km²) con una densità di 1.576 abitanti per km² nel 1937.
Il governo centrale giapponese diede grande importanza allo sviluppo dell'industria della canna da zucchero, e l'isola di Taiwan finì per soddisfare il 42% della domanda di zucchero grezzo del Giappone. Il consumo medio pro capite di zucchero in Giappone passò da 15 lb (7 kg) nel 1918 a 30 lb (14 kg) nel 1928.
Il governo giapponese tentò anche di favorire lo sviluppo della selvicoltura. Il legno di canfora era raccolto dalle foreste o dalle piantagioni con un monopolio governativo (la "Compagnia industriale di Formosa" dal 1899).

### Mandato del Pacifico meridionale
Il clima equatoriale tropicale delle isole del Mandato del Pacifico meridionale permetteva la coltivazione delle noci di noci di cocco, taro, patate dolci, tapioca, banane, ananas e riso, per il consumo locale e l'esportazione. L'industria della canna da zucchero ricevette notevole impulso dal governo centrale, sviluppandosi particolarmente a Saipan e Palau. Tuttavia, la superficie assai limitata delle terre coltivabili delle isole rendeva la pesca e la caccia alla balena economicamente più interessanti.

### Filippine
Prima della Guerra del Pacifico vi era un piccolo insediamento giapponese a Davao nel sud dell'isola di Mindanao che lavorava per delle imprese private giapponesi per coltivare l'abaca per la canapa di Manila. Era il centro principale di questa coltura nella regione. Erano poi coltivate anche canna da zucchero, ananas, banane, patate dolci e altre colture tradizionali. La coltivazione dell'abaca superava quella della canna da zucchero in superficie, ma non in valore. Il 25% era inviato negli Stati Uniti USA. Anche il sisal era esportato negli Stati Uniti e in Giappone.

### Fonti primarie
- Penny Francks, Rural Economic Development in Japan From the Nineteenth Century to the Pacific War, Routledge, 2004, ISBN 0-415-36807-3.
- Simon Partner, Toshié: A Story of Village Life in Twentieth-Century Japan, University of California Press, 2004, ISBN 0-520-24097-9.
- Michael Smitka, Agricultural Growth and Japanese Economic Development, Japanese Economic History, 1600-1960, vol. 7, New York, Garland, 1998, ISBN 0-8153-2711-0.

### Fonti secondarie
- Hellen C. Semple, Influence of Geographical Conditions upon Japanese Agriculture, in Geographical Journal, XL, 1912,  pp. 589-607.
- E. F. Penrose, Food Supply and Raw Materials in Japan, Chicago, Chicago University Press, 1929.
- F. H. King, Farmers of Forty Centuries, New York, Ed. Harcourt, 1926.
- Dorothy E. Orchard, Agrarian Problems of Modern Japan, in Journal of Political Economy, XXXVII, 1929,  pp. 129–149, 285–311.
- Robert Burnett Hall, Agricultural Regions of Asia, Part VII, The Japanese Empire, in Economic Geography, X, 1934,  pp. 323-347; X, 1935, pp. 33-52, 130-147.
- W. Ladejinski, Agrarian Unrest in Japan, in Foreign Affairs, XVI, 1939,  pp. 426-433.
- W. Ladejinski, Japan's Food Self-sufficiency, in Foreign Agriculture, IV, 1940,  pp. 355-376.
- O. L. Dawson e W. Ladejinski, Recent Japanese Agricultural Policies, in Foreign Agriculture, III, 1939,  pp. 263-274.